# سيميون لورد
سيميون لورد (بالإنجليزية: Simeon Lord)‏ هو رجل قضاء أسترالي، ولد في 1771 في Dobroyd Castle ‏ في المملكة المتحدة، وتوفي في 29 يناير 1840 في Botany, New South Wales ‏ في أستراليا.